# Национальный симфонический оркестр (Мексика)
Национальный симфонический оркестр (исп. Orquesta Sinfónica Nacional) — мексиканский симфонический оркестр, базирующийся в Мехико.

## История
В настоящем виде учреждён в 1949 году указом президента Мексики Мигеля Алемана. Основой новосозданного коллектива стал собранный в 1947 году оркестр Национальной консерватории, которым на протяжении этих двух лет руководил Эдуардо Эрнандес Монкада; ключевой фигурой в формировании обоих оркестров был Карлос Чавес, назначенный в 1946 году руководителем Национального института изящных искусств, подразделением которого стала и консерватория. Прямым предшественником Национального оркестра считается действовавший под руководством Чавеса с 1928 года Симфонический оркестр Мексики (исп. Orquesta Sinfónica de México), управлявшийся попечительским советом, в который входили Антониета Ривас Меркадо, Хенаро Эстрада и другие заметные фигуры мексиканской культурной сцены. Этому коллективу, в свою очередь, предшествовал другой Национальный симфонический оркестр (исп. Sinfónica Nacional), выступавший в 1915—1924 гг. (его руководителями были последовательно Хесус Акунья, Мануэль Понсе и Хулиан Каррильо), а его корни уходят далее в оркестр Национальной консерватории, созданный в 1881 году Альфредо Баблотом и распавшийся в 1913 году на фоне неурядиц Мексиканской революции.
Золотым веком оркестра стали 1960-е годы, когда во главе с Луисом Эррерой де ла Фуэнте он активно концертировал в Мексике и за её пределами. После отставки Эрреры оркестр ненадолго возглавил сам Чавес, но спустя короткое время вынужден был уйти из-за конфликта с оркестрантами. После этого оркестром в 1973—1979 гг. управляла совместная администрация, составленная из оркестрантов и представителей Национального института изящных искусств. Затем коллектив вернулся к привычной системе, восстановив позицию главного дирижёра. В 2002 году оркестр вошёл в число номинантов на Латинскую Грэмми с записью скрипичного и фортепианного концертов Чавеса (дирижёр Энрике Димеке, солисты Пабло Роберто Димеке и Хорхе Федерико Осорио). В 2003 году Национальный симфонический оркестр отметил своё 75-летие исполнением Девятой симфонии Бетховена в десятитысячном зале Национальной аудитории.

## Руководители
- Хосе Пабло Монкайо (1949—1954)

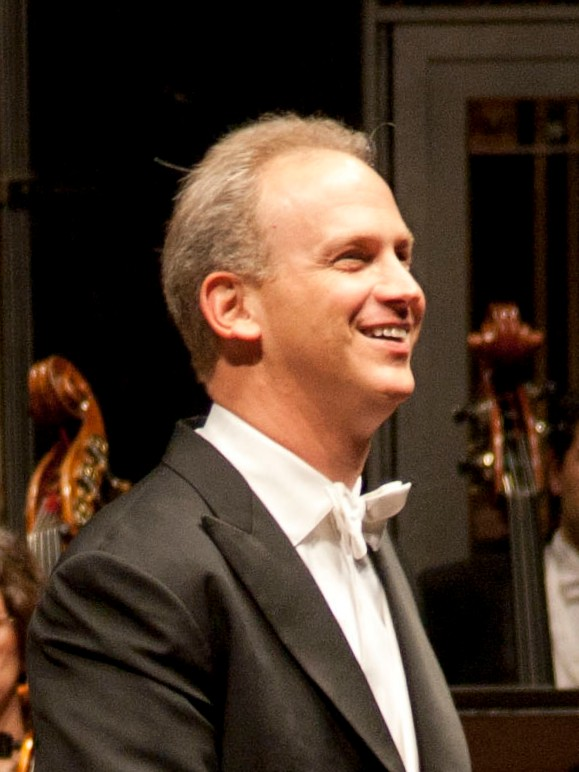
Карлос Мигель Прието

- Луис Эррера де ла Фуэнте (1954—1972)
- Карлос Чавес (1973)
- приглашённые дирижёры (1973—1979)
- Серхио Карденас (1979—1984)
- Хосе Гуадалупе Флорес (1985—1986)
- Франсиско Савин (1986—1988)
- Луис Эррера де ла Фуэнте (1989—1990)
- Энрике Димеке (1990—2007)
- Карлос Мигель Прието (с 2007 года)